# Relictiphthiria chihuahuensis
Relictiphthiria chihuahuensis är en tvåvingeart som beskrevs av Hall och Neal L. Evenhuis 1987. Relictiphthiria chihuahuensis ingår i släktet Relictiphthiria och familjen svävflugor. Inga underarter finns listade i Catalogue of Life.